# 대한제국의 국장
대한제국의 국장(大韓帝國의 國章)은 대한제국의 나라 상징 중 하나이다. 대한제국의 문장으로는 태극, 이화문, 매문양 등 다양하게 사용되었으나, 이 중 이화문(李花紋)의 경우 황실의 문장으로써 사실상 국장의 용도로 사용되었다. 이화문은 조선 왕조(전주 이씨)를 상징하는 꽃인 이화(李花, 오얏꽃)를 도안화하였다.

## 대한제국의 탄생
황제가 하늘에 제사를 지내는 제단인 환구단은 고종 34년(1897) 조선이 황제국인 대한제국이 되었으므로 독자적인 제천의식이 있어야 한다는 대신들의 주장와 연명상소에 의해 재건되었다. 환구단이라는 이름은 단이 둥글게 쌓았기 때문에 붙여진 이름이다. 지신(地神)에 제사 드리는 사직단(社稷壇)이 음양론(陰陽論)에 따라 방형으로 쌓는 것과는 달리 원구단은 고대 중국의 전통적인 의례와 원이상천(圓以象天)이란 관념에 따라 둥근 모양으로 만들어져 있다. 대한제국이라는 국명을 선포하면서 국민국가 탄생을 알리는 대표적인 증좌로 국기(國旗)와 함께 조선 왕조(전주 이씨)를 상징하는 꽃인 이화(李花, 오얏꽃)를 도안화하였던 것으로 알려져 있다. 대한제국의 나라 상징 중 하나로 원래는 황실의 문장이나 사실상 국장의 용도로 사용되었다.
대한제국의 규모와 체제는 역대의 예전(禮典)을 기초로 하여 영선사(營繕使) 이근명(李根命) 등을 시켜 길지인 남교(南郊) 회현방 바로 지금의 소공동으로 건립지를 선정한 후 단(壇)을 건립하였다. 원구단 건립과 더불어 조선은 대한제국이 되었다. 새로운 국가와 새로운 정치가 요구되었다. “누가 새로운 시대의 주체가 되어야 하는가”라는 질문은 제국주의를 겪어온 대한제국의 정치가들에게 현실적인 맥락에서 읽혀졌고, 독립을 위해 가장 중요한 것은 황제권의 강화라고 인식되었다. 그러므로 대한제국은 민권의 신장보다는 황제권의 강화와 위상제고사업에 많은 관심을 기울였다.

## 문장
|               |
| 대한제국 문장 |

|                 |
| 대한제국 문장 2 |

|                 |
| 대한제국 문장 3 |

|                 |
| 대한제국 문장 4 |

|                                           |
| 1908년 이후 대한제국 황제기에 실린 이화문 |

|                             |
| 대한제국 여권에 사용된 국장 |

|                                 |
| 대한제국의 매(혹은 독수리) 국장 |

|                           |
| 대한제국 태극 국장 (1900) |

|                                   |
| 대한제국 국새: 대한국새(大韓國璽) |

### 대한제국 황실 오얏꽃 문장
대한제국에 들어와 황실의 문장(紋章)처럼 쓰이게 되었다. 대한제국의 훈장 가운데 두번째 높은 등급이 이화(李花, 오얏꽃) 대훈장이기도 하다. 일본 황실이 국화를 문장으로 쓰고, 유럽의 서양 왕실이나 귀족가문들도 각각 꽃을 문장으로 쓰는 데 대해 대한제국 황실에서도 문장을 사용할 필요를 느껴 이화를 쓰게 된 것으로 이화가 건물의 장식으로도 등장하게 된 것이다.

### 대한제국 매(혹은 독수리) 문장
매 문장은 대한제국의 상징 중 하나로 쓰였다. 매의 날개와 배 가운데에는 제국을 상징하는 태극 팔괘가 들어가 있고, 양쪽 다리에는 각각 검과 지구분을 들고 있는 모양이다. 기존의 한국문양사로 볼 때 맹금류인 매를 황실의 상징으로 사용한 것은 상당히 이질적인 현상이다. 본래 한국에서는 새를 상징으로 사용할 경우 길상(吉祥)의 의미를 띤 학, 봉황, 기러기, 오리 같은 것들을 차용하였다. 이러한 파격적인 차용은 우표 발주 당시 대한제국 내 친러 내각이 수립되어 러시아 제국의 국장과 루블화의 영향을 받았던 것으로 추정된다. 비록 러시아는 독수리를 차용하였으나 그 독수리 발에 각각 들려있는 검과 월계관이 매 문장의 검과 지구본에 대한 단초를 제공한 것으로 보인다. 본 문양은 1903년 대한제국의 우표로 발행된 바 있다. 현재 한국 우취계에서는 본 매 문장이 독수리 문장으로 인식되고 있다.

### 대한제국 태극 문장
태극 문장은 대한제국의 국기에도 사용된 만큼, 대한제국의 문장으로써 다방면으로 사용되었다. 1900년 프랑스 파리에서 개최된 만국박람회를 위해 프랑스 잡지 르 쁘띠 주르날(Le Petit Journal)에서 게재한 대한제국관 안내 포스터의 경우, 태극 문양이 들어간 문장이 국장처럼 소개되기도 하였다.

## 사진
|                        |
| 덕수궁 석조전의 이화문 |

|                        |
| 대한제국 주화의 이화문 |

## 같이 보기
- 태극기
- 대한민국의 국장

## 참고 자료
- 「우리 궁궐 이야기」, 외전(오얏꽃 황실문양), 홍순민 저, 청년사(1999년, 210~260p)